# Colla castellera

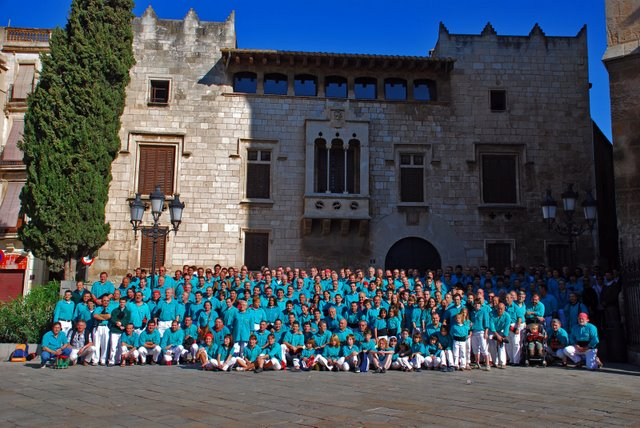
Une colla castellera

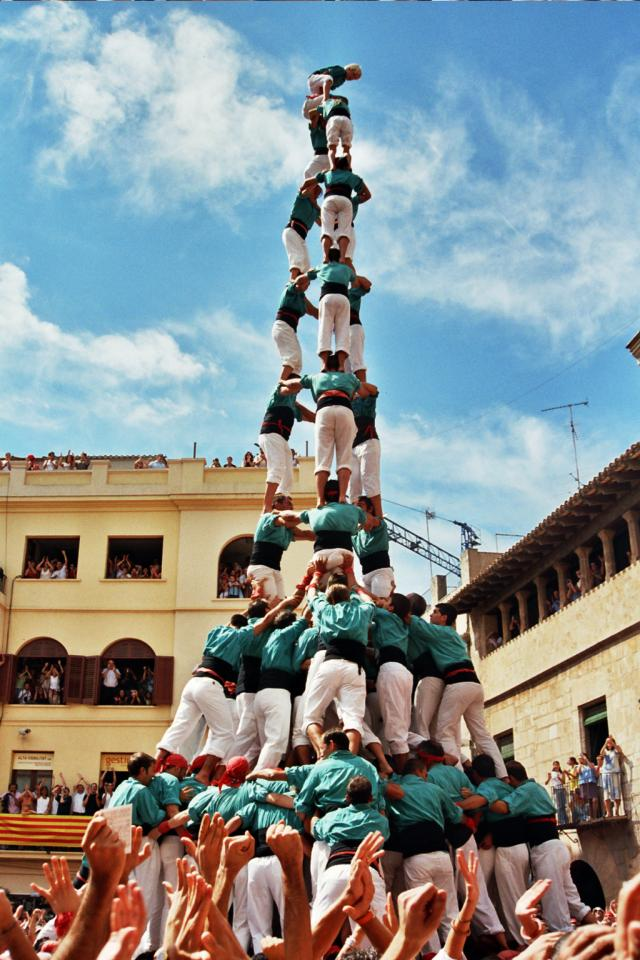
La même colla castellera en train de faire un castell.

Une colla castellera, ou colla, est un groupe, une sorte d'équipe qui pratique des castells catalans. Chaque colla castellera a une couleur de chemise définie. Il y a cent colles castelleres fédérées à la Coordinadora de Colles Castelleres de Catalunya et une dizaine de colles castelleres d'étudiants d'écoles et universités, comme les Arreplegats de la Zona Universitària de l'Université polytechnique de Catalogne.

## Histoire
Les origines des castells et des colles castelleres en Catalogne remontent au XVIIe siècle. Il y a des colles castelleres dès le début du XIXe siècle comme les deux colles castelleres de Valls, qui ont fusionné au XXe siècle pour fonder la Colla Vella dels Xiquets de Valls.
Au XXe siècle il y a eu des colles castelleres qui ont fait des castells en public depuis 1910 et même pendant les années de la guerre civile espagnole. Malgré l'interdiction de faire des castells pendant la dictature de Franco il existait des colles castelleres qui ont fait publiquement des castells dans les années 1970, et même avant, par exemple il y a eu huit colles castelleres qui en ont fait en 1960. Deux des colles les plus performantes qui existent actuellement ont été fondées en pleine dictature, durant les années 1940 : la Colla Vella dels Xiquets de Valls (1946) et les Castellers de Vilafranca (1948). La colla castellera actuelle la plus ancienne est la colla dels Nens del Vendrell, fondée en 1926.
En 1976 il y avait quatorze colles castelleres et leur nombre a augmenté progressivement jusqu'à 1995, où il y en avait alors trente-huit. L'année suivante, il y a eu un boom casteller, et on a passé de 38 à 51 colles castelleres. Le nombre de colles a continué à augmenter progressivement, en 2000 il y en avait 58. Au long du XXe siècle environ une trentaine de colles castelleres ont disparu.
En 2012, il y en a soixante. En 2016, il y en a cent en Catalogne, au Sud et au Nord.
On en trouve également plus d'une dizaine hors Catalogne :
- Castellers de Paris
- Castellers BXL Foyer (Bruxelles - Belgique)
- Castellers of London
- Colla Castellera d'Édimbourg (Écosse)
- Xiquets de Copenhague
- Xiquets de l'Alster (Hambourg)
- Castellers d'Irlanda (Dublin)
- Castellers de Lo Prado (Santiago du Chili)
- Colla Castellera Les 4 Barres (Castelar - Argentine)
- Castellers del Casal Virolai (Querétaro - Mexique)
- Casteliers de Montréal
- Castellers de Vancouver (Colombie-britannique)
- Xiquets de Hangzhou (Chine)
- Koales de Melbourne (Australie)
- Castellers de Los Angeles (en formation)

## Description
Les personnes qui en font partie sont des castellers. Les castellers sont des hommes et femmes de tout âges, à partir de cinq ans. Le casteller qui monte au bout du castell est l' enxaneta, qui salue (il fait l'aleta) sur un autre enfant, le plus petit de tous, l' aixecador. Un casteller n'a pas le droit de porter la chemise jusqu'à ce qu'il ne soit plus novice, environ trois mois ou plus après s'être joint à sa colla castellera. Les colles pratiquent au moins deux jours par semaine et font des castells sur les places des villes et villages lors des fins de semaine. À chaque fois qu'une colla fait un castell elle reçoit des points, et chaque castell donne plus ou moins points selon son niveau de difficulté. Il y a également un grand concours de castells (compétition de castells) tous les deux ans.
Chaque colla castellera a un président administratif. Il y a aussi une commission technique pour gérer les répétitions et assigner à chaque casteller sa place dans le castell, son chef est le cap de colla. Il y a également un cap de canalla pour les enfants. Quand une nouvelle colla castellera est fondée, souvent elle est parrainée par une ancienne colla castellera qui leur enseigne comment faire les castells. Par exemple, la colla castellera d'Hangzhou, en Chine, a été parrainée par la colla Vella dels Xiquets de Valls.